# Frédérique Bel

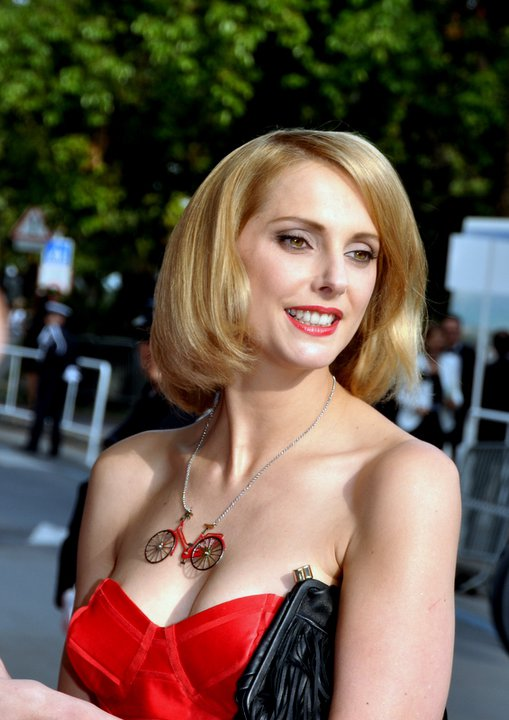
Frédérique Bel (Cannes 2011)

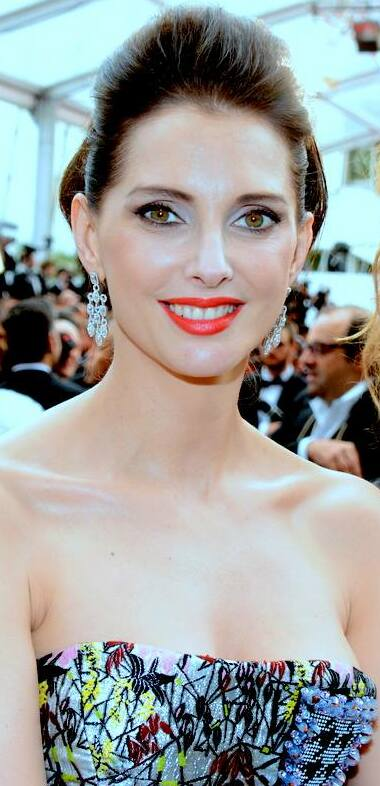
Frederique Bel (Cannes 2014)

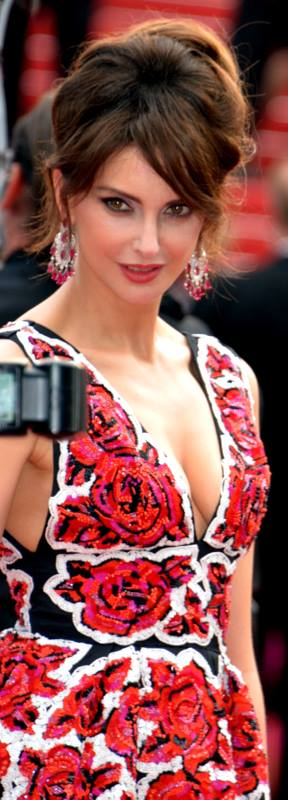
Frederique Bel (Cannes 2016)

Frédérique Bel (ur. 24 marca 1975 w Annecy) – francuska aktorka i modelka.

## Filmografia

### Filmy
| Rok  | Polski tytuł                          | Oryginalny tytuł                                | Rola                     |
| ---- | ------------------------------------- | ----------------------------------------------- | ------------------------ |
| 2000 | Drugie życie                          | Deuxième vie                                    | przyjaciółka             |
| 2003 | Marycha                               | La Beuze                                        | naga dziewczyna          |
| 2004 |                                       | L'Incruste                                      | Przyjaciel Célinesa      |
| 2004 | Bardzo długie zaręczyny               | Un long dimanche de fiançailles                 | Prostytutka              |
| 2004 |                                       | Tu vas rire, mais je te quitte                  | Vanessa                  |
| 2005 | Smak życia 2                          | Les Poupées Russes                              | Barbara                  |
| 2005 |                                       | Imposture                                       | Studentka stomatologii   |
| 2006 | Bilet w przestrzeń kosmiczną          | Un ticket pour l’espace                         | Miss Francja             |
| 2006 | Kemping                               | Camping                                         | Christy Bergougnoux      |
| 2006 | Zmiana adresu                         | Changement d'adresse                            | Anne                     |
| 2007 | Moje życie to nie komedia romantyczna | Ma vie n'est pas une comédie romantique         | Sekretarka Supera Gamera |
| 2007 | Jaki ojciec, taka córka               | Tel père telle fille                            | Catherine                |
| 2007 | Pocałunki?                            | Un baiser s'il vous plaît                       | Caline                   |
| 2008 | Zęby nocy                             | Les Dents de la nuit                            | Alice                    |
| 2008 |                                       | Vilaine                                         | Aurore                   |
| 2009 |                                       | Safari                                          | Fabienne                 |
| 2009 | Zrób mi przyjemność                   | Fais-moi plaisir!                               | Ariane                   |
| 2009 |                                       | La Grande Vie                                   | Odile                    |
| 2010 | Niezwykłe przygody Adeli Blanc-Sec    | Les Aventures extraordinaires d'Adèle Blanc-Sec | Mieszczanka              |
| 2010 |                                       | Entre nous deux                                 | Christine                |
| 2011 |                                       | Au bistro du coin                               | Fanny                    |
| 2011 |                                       | Les Nuits rouges du Bourreau de Jade            | Catherine Trinquier      |
| 2011 |                                       | L'Art d'aimer                                   | Sąsiadka Achillesa       |
| 2012 |                                       | L’amour dure trois ans                          | Kathy                    |
| 2012 |                                       | Les Seigneurs                                   | Floria                   |
| 2013 |                                       | Hôtel Normandy                                  | Isabelle de Castlejane   |
| 2014 |                                       | La Liste de mes envies                          | Danièle                  |
| 2014 | Za jakie grzechy, dobry Boże?         | Qu'est-ce qu'on a fait au Bon Dieu?             | Isabelle Verneuil        |
| 2015 |                                       | L'Étudiante et Monsieur Henri                   | Valérie                  |
| 2016 | Goście, goście III: Rewolucja         | Les Visiteurs : La Révolution                   | Flore                    |
| 2017 |                                       | Sales Gosses                                    | Sophie Bonheur           |
| 2017 |                                       | Crash Test Aglaé                                | Lola                     |

### Telewizja
| Rok     | Tytuł                                 | Rola                 |
| ------- | ------------------------------------- | -------------------- |
| 2000    | Le Groupe                             | Faustine             |
| 2004–06 | Le Minute Blonde (Le Grand Journal)   | Dorothy Doll         |
| 2006    | Petits meurtres en famille            | Madeleine            |
| 2009    | Kaamelott                             | Helvia, sługą Cezara |
| 2011    | L'Âme du mal                          | Iris                 |
| 2011–13 | Rodzice na skraju załamania nerwowego | Tatiana Lenoir       |
| 2012    | Profilage                             | Barbara Cluzel       |
| 2013    | Scènes de Ménages                     | Pénélope (gość)      |
| 2014    | Nos chers voisins, fêtes des voisins  | Sophie (gość)        |
| 2014    | Métal Hurlant Chronicles              | Lady Laerana         |
| 2015    | Le Chapeau de Mitterrand              | Fanny Marquant       |
| 2017    | La Mante                              | Virginie Delorme     |
| 2017    | Demain nous appartient                | Angelina Brunell     |

### Podkładanie głosu
| Rok  | Polski tytuł                  | Oryginalny tytuł                     | Rola                    |
| ---- | ----------------------------- | ------------------------------------ | ----------------------- |
| 2007 | Kosmoloty                     | Tripping the Rift                    | Six                     |
| 2009 | Artur i zemsta Maltazara      | Arthur et la Vengeance de Maltazard  | Rose, matka Artura      |
| 2009 |                               | Lascars                              | Manuella Lardu          |
| 2010 | Artur i Minimki 3. Dwa światy | Arthur 3 : La Guerre des deux mondes | Rose, matka Artura      |
| 2010 | Toy Story 3                   | Toy Story 3                          | Barbie (francuski głos) |
| 2011 |                               | Hawaiian Vacation                    | Barbie (francuski głos) |